# 柯士甸 (香港輔政司)
柯士甸，CMG（1812年8月7日—1900年7月25日），英屬圭亞那農場商人和英國殖民地官員，早年曾在英屬圭亞那經營蔗園，1840年至1844年移民英國，1849年加入英屬圭亞那政府，先後出任署理領薪裁判官、助理政府秘書、署理政府秘書和入境事務首席代表，1858年獲派往香港任職駐華首席代表，負責招聘華工到圭亞那。
柯士甸在1864年2月出任英屬洪都拉斯總督，1868年2月調任香港輔政司，在任10年間，先後歷仕三位港督，香港柯士甸道等多處地方皆以他命名。柯士甸在1876年獲勳CMG勳銜，1878年從港府退休，定居英國，1900年逝世。

## 生平

### 早年生涯
柯士甸在1812年8月7日生於德麥拉拉（Demerara，今圭亞那境內）的低地農園（Lowlands Plantation），家族在當地經營蔗糖種植業務，擁有大片農地。他的父母分別是威廉·奧斯汀（William Austin，1759年2月28日－1819年11月3日）和米希她別·皮爾斯（Mehetabel Piercy，1782年6月14日－1852年）。柯士甸在家中八名兄弟姊妹中排行第四，對上有一名長兄和兩名胞姐，對下有三名胞妹和一名年紀最輕的胞弟。柯士甸的長兄是神學博士威廉·皮爾斯·奧斯汀主教（Bishop Dr William Piercy Austin，1807年11月7日－1892年11月9日），1883年至1892年間任首任聖公會西印度主教長。
柯士甸的母親米希她別是由繼父神學博士約翰·伽德納（Dr John Gardiner）養大，所以柯士甸出生時亦取名「約翰·伽德納」。柯士甸年少時與兄長和兩名胞姐被送回英格蘭巴斯，由母親的養父母照顧，並隨兄長入讀溫徹斯特的海德大修道院（Hyde Abbey）學校。畢業後，柯士甸沒有跟隨兄長上大學，而是返回德麥拉拉的大農場經營家族業務。
在1836年結婚後，柯士甸與妻子轉到喬治敦定居，但仍著手打理家鄉的蔗園生意。當時新研發的離心砂糖（centrifugal sugar）為柯士甸賺取不少利潤，於是決定借機會舉家移居英國尋求更多發展機會。在1840年7月，柯士甸一家乘船抵達布里斯托，並在華威郡一處小洋房安頓下來。可是好景不常，1844年糖價暴跌令柯士甸損失慘重，全家唯有返回家鄉德麥拉拉整體業務。

### 殖民地供職
幸運的是，柯是甸在1849年11月獲英屬圭亞那政府取錄，出任署理領薪裁判官（相當於今日的區域法官），暫時化解了家庭的經濟危機。1850年5月，他改任助理政府秘書，至1851年6月升任署理政府秘書，後於1851年12月獲得續任。1853年2月，柯士甸再獲委任為入境事務首席代表（Immigration Agent-General），主理入境事務。
1858年，柯士甸向政府請假，與子女前往倫敦，安排為子女在當地定居。另一方面，自從英國在1834年通過廢除奴隸貿易以來，昔日黑奴流失，農場勞動人口持續減少，英屬圭亞那政府急於從其他方輸入廉價外勞。
1858年，英屬圭亞那政府在英政府批准下，以年薪1,500英鎊聘首席代表專門到中國聘請勞工到圭亞那工作，身在倫敦的柯士甸獲得這項任命，於1859年初抵達中國。柯士甸最初在香港設立招聘辦事處，並曾到虎門一帶展開招聘。1862年4月，柯士甸因健康欠佳而離開香港，但在1864年2月獲委任為英屬洪都拉斯總督。有指柯士甸任內批准將大幅土地出售予美國財團，引來殖民地部不滿，導致他在1868年被撤換，2月調任香港輔政司。
柯士甸在任輔政司前後十年，身兼行政、立法兩區當然官守議員，先後歷仕麥當奴爵士、堅尼地爵士和軒尼詩爵士三任港督，1876年獲授CMG勳銜，是香港開埠以來第一位獲此勳銜的輔政司。
在任內，他有份修建港督山頂別墅，以及開拓九龍發展，香港多處地方均以他命名（詳見下面「以他命名的事物」一段）。另外，柯士甸曾分別自1874年10月15日至11月5日、1875年3月11日至12月2日、以及自1877年3月1日至4月22日三度署任港督。
三位港督之中，柯士甸與軒尼詩爵士關係最不融洽。一方面，柯士甸在軒尼詩於1877年4月22日抵港上任時，忘記依時到碼頭出席歡迎儀式；另一方面，軒尼詩來港時原本任巴巴多斯總督，柯士甸的兒子亦居於當地，兩人在巴巴多斯曾因故交惡，因此柯士甸和軒尼詩並不友好。軒尼詩上任港督後不久，柯士甸在1878年4月從港府退休。

### 晚年生涯
卸任後柯士甸返回倫敦與家人居住，後來遷居東薩塞克斯郡的霍夫（Hove），1900年7月25日在霍夫逝世，終年87歲，遺體在當地落葬。他在英屬圭亞那的農場由其他家族後人經營。

## 家庭
柯士甸於1836年3月17日在英格蘭霍夫娶艾瑪·威爾戴（Emma Wilday，1811年2月1日－1879年5月9日）為妻。艾瑪在1879年卒於倫敦，安葬於布朗普頓公墓（Brompton Cemetery）。柯士甸夫婦共有十名子女：
- 查爾斯·威爾戴·奧斯汀（Charles Wilday Austin，1837年1月19日－1862年12月1日），生於德麥拉拉，卒於香港，葬於跑馬地墳場。
- 約翰·伽德納·奧斯汀（John Gardiner Austin，1838年7月19日－1902年3月8日），生於德麥拉拉，卒於巴巴多斯，曾任巴巴多斯立法局議員。[8]其子哈羅德·奧斯汀爵士（Sir Harold Austin，1877年7月15日－1943年7月27日）為巴巴多斯著名木球運動員和政治家，曾任巴巴多斯議會議長。
- 米希她別·皮爾斯·奧斯汀（Mehetabel Piercy Austin，1840年2月29日－1943年12月27日），生於德麥拉拉，卒於瑞典。
- 休·皮爾斯·奧斯汀（Hugh Piercy Austin，1841年11月15日－1870年9月14日），生於英國華威郡，卒於香港，葬於跑馬地墳場。
- 托馬斯·布魯斯·普賴斯·奧斯汀（Thomas Bruce Pryce Austin，1843年3月11日－1844年1月21日），生於英國華威郡，葬於英屬圭亞那的埃塞奎博（Essequibo）。
- 艾瑪·莎拉·伯奈特·奧斯汀（Emma Sarah Burnett Austin，1844年11月24日－1878年5月23日），生於德麥拉拉，卒於英國倫敦，葬於布朗普頓公墓。
- 芬妮·路易莎·尼維爾·奧斯汀（Fanny Louisa Neville Austin，1846年7月6日－1885年2月28日），生於德麥拉拉，葬於布朗普頓公墓。
- 傑佛里·保羅·皮爾斯·奧斯汀（Jeffrey Paul Piercy Austin，1848年3月28日－1855年2月6日），卒於德麥拉拉。
- 詹姆士·亨利·艾倫·奧斯汀（James Henry Alleyne Austin，1849年8月28日－1868年10月20日），生於德麥拉拉，卒於倫敦，葬於肯薩爾園公墓。
- 海倫·伊莉莎伯·伯克萊·奧斯汀（Helen Elizabeth Barkley Austin，1854年10月6日－1893年1月2日），生於德麥拉拉，卒於蘇格蘭。

艾瑪身後，柯士甸在家人不反對下，於1884年4月5日在霍夫娶中年婦女瑪麗·克里斯蒂娜·古德赫（Mary Christina Goodhart），這段婚姻維持至柯士甸在1900年逝世為止。古德赫在1904年1月20日卒於西薩塞克斯的克勞利。

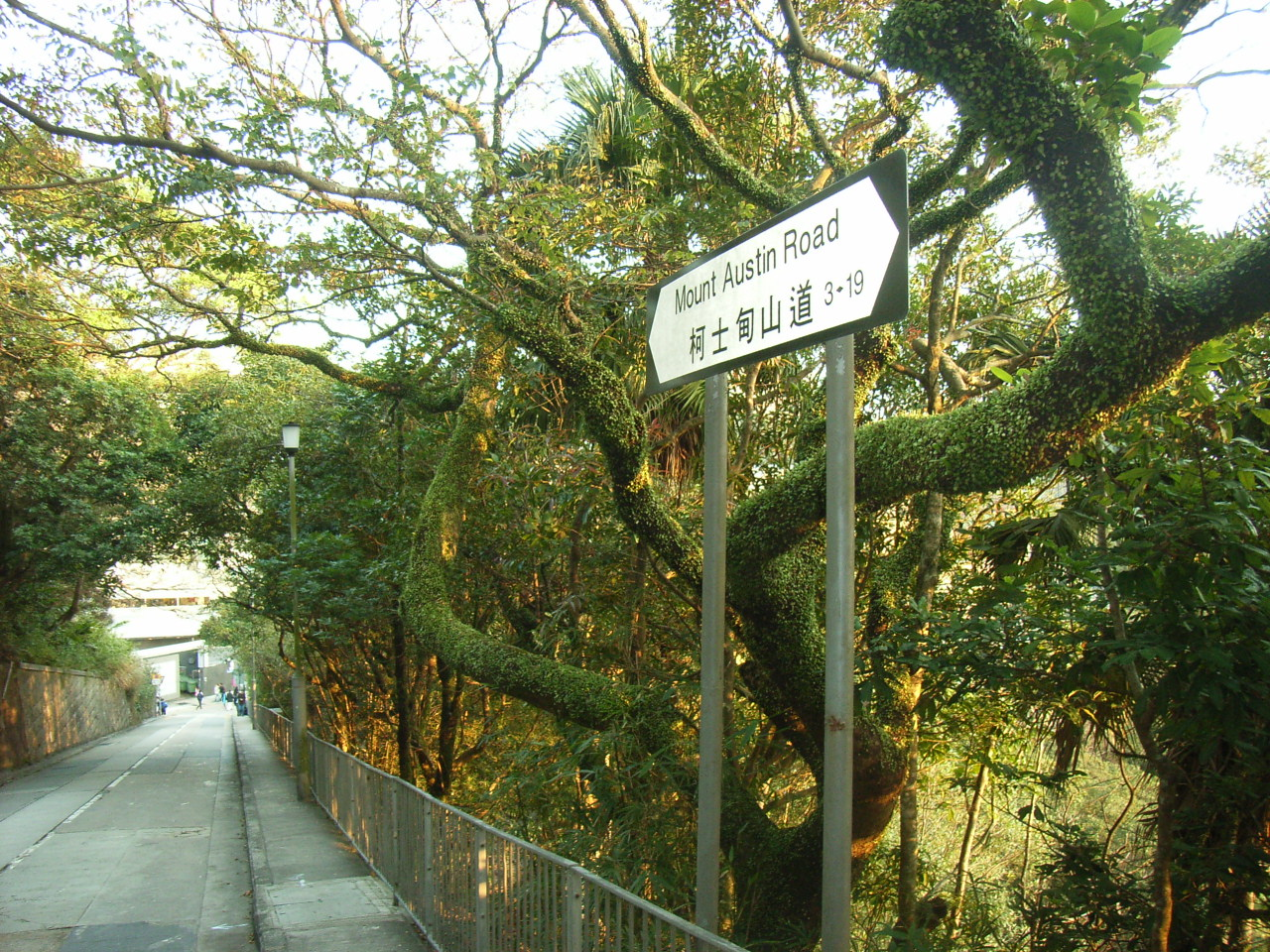
柯士甸山道

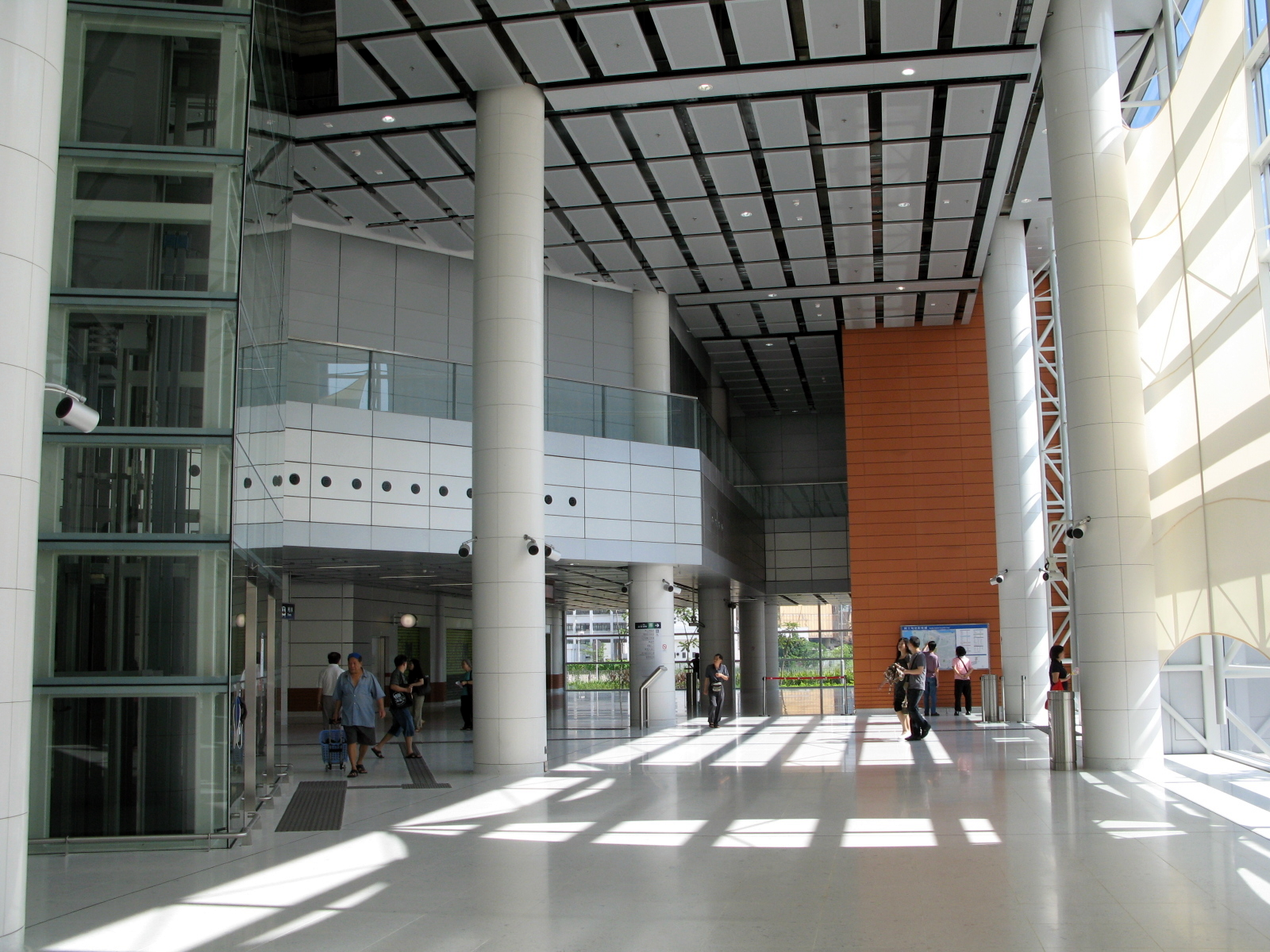
柯士甸站

## 榮譽

### 殊勳
- C.M.G. （1876年3月14日[9]）

### 頭銜
- 柯士甸（1812年8月7日－1876年3月14日）
- 柯士甸，CMG（1876年3月14日－1900年7月25日）

### 以他命名的事物
- 柯士甸山道（Mount Austin Road），位於太平山頂，因柯士甸經取此道往返山頂寓所而得名。
- 柯士甸山（Mount Austin），香港島太平山的別稱，柯士甸山道位於山頂上。
- 柯士甸道（Austin Road），位於九龍尖沙咀，道路興建時因柯士甸在任輔政司而得名。
- 柯士甸道西（Austin Road West），柯士甸道的延伸。
- 柯士甸路（Austin Avenue），連接柯士甸道的分支。
- 柯士甸站（Austin Station），位於柯士甸道西的港鐵屯馬綫車站。

## 注腳
1. 1 2 3 4 5 6 7 8 9 10  "Notes of John Gardiner Austin Snr.,C.M.G.", Thomas Austin of Barbados, 1727-1806, and His Descendants, March 2004.
2. 1 2 3  "AUSTIN, John Gardiner", Colonial Office List, Great Britain: Colonial Office, 1881.
3. ↑  Trev Sue-A-Quan, The Experiences of Early Hakka Immigrants in Guyana - An Account of Four Families, 2000.
4. ↑  "Issue 22814", London Gazette, 2 February 1864, p.1.
5. ↑  "Issue 23353 （页面存档备份，存于）", London Gazette, 18 February 1868, p.2.
6. ↑  "Hong Kong", World Statesmen.org, retrieved on 26 December 2009. 網頁 （页面存档备份，存于）
7. 1 2  "John Gardiner Austin Snr.,C.M.G.", Thomas Austin of Barbados, 1727-1806, and His Descendants, March 2004.
8. ↑  "Issue 27357", London Gazette, 20 September 1901, p.1.
9. ↑  "Issue 24305", London Gazette, 14 March 1876, p.1.

## 外部連結
- Thomas Austin of Barbados, 1727-1806, and His Descendants

| 官衔                    | 官衔                                 | 官衔                      |
| ----------------------- | ------------------------------------ | ------------------------- |
| 前任： 腓特烈·西摩      | 英屬洪都拉斯總督 1864年2月-1868年2月 | 繼任： 詹姆士·羅伯特·朗登 |
| 前任： C·C·史美（署理） | 香港輔政司 1868年5月7日-1878年4月4日 | 繼任： 裴樂士（署理）     |
| 前任： 堅尼地爵士       | 署理香港總督 1874年10月15日-11月5日  | 繼任： 堅尼地爵士         |
| 前任： 堅尼地爵士       | 署理香港總督 1875年3月11日-12月2日   | 繼任： 堅尼地爵士         |
| 前任： 堅尼地爵士       | 署理香港總督 1877年3月1日-4月22日    | 繼任： 軒尼詩爵士         |